# Angèle (Alexandre Dumas)
Pour les articles homonymes, voir Angèle.
Angèle est un drame en cinq actes et en prose d'Alexandre Dumas représenté pour la première fois à Paris le 28 décembre 1833 au théâtre de la Porte-Saint-Martin.
La pièce est reprise en 1959 au théâtre de la Gaîté-Montparnasse dans une mise en scène d'Antoine Bourseiller puis en 2004 au théâtre Silvia-Monfort et en 2005 au théâtre du Jeu de Paume d'Aix-en-Provence, ainsi qu'en tournée en France, dans une mise en scène de Gilles Gleizes avec une musique originale d'Alain Margoni,.